# Nicolaas Govert de Bruijn
Nicolaas Govert de Bruijn (9. července 1918 Haag – 17. února 2012 Nuenen, Nizozemsko) byl nizozemský matematik.
Známý byl především díky práci v oblastech matematické analýzy, teorie čísel, kombinatorika, teorie grafů a informatice. Je po něm pojmenováno několik matematických konceptů a vět, především de Bruijnův graf a de Bruijnova posloupnost.

## Dílo
- Asymptotic Methods in Analysis. North Holland 1958, Dover 1981.
- Polyas Abzähltheorie- Muster für Graphen und chemische Verbindungen. In: Konrad Jacobs (Hrsg.): Selecta Mathematics III. 1971, Springer.